# Odprto prvenstvo Francije 2013
Odprto prvenstvo Francije 2013 je sto dvanajsti teniški turnir za Grand Slam, ki je med 26. majem in 9. junijem 2013 potekal v Parizu.

## Moški posamično
Rafael Nadal :  David Ferrer, 6–3, 6–2, 6–3

## Ženske posamično
Serena Williams :  Marija Šarapova, 6–4, 6–4

## Moške dvojice
Bob Bryan /  Mike Bryan :  Michaël Llodra /  Nicolas Mahut, 6–4, 4–6, 7–6(4)

## Ženske dvojice
Jekaterina Makarova /  Jelena Vesnina :  Sara Errani /  Roberta Vinci , 7-5, 6-2

## Mešane dvojice
Lucie Hradecká /  František Čermák :  Kristina Mladenovic /  Daniel Nestor, 1–6, 6–4, [10–6]